# Hermippus loricatus
Hermippus loricatus là một loài nhện trong họ Zodariidae.
Loài này thuộc chi Hermippus. Hermippus loricatus được Eugène Simon miêu tả năm 1893.